# Огублений голосний заднього ряду високого підняття
Огублений голосний заднього ряду високого піднесення (англ. Close back rounded vowel) — один з голосних звуків, восьмий з основних голосних звуків.
Інколи називається огубленим заднім високим голосним.
- У Міжнародному фонетичному алфавіті позначається як [u].
- У Розширеному фонетичному алфавіті SAM позначається також як [u].

## Приклади
- Українська мова: Умань [u-mɐnʲ ].

## Короткий огублений задній високий голосний
- Звук [u] може вимовлятися коротко — у такому разі його можуть позначати як [ŭ], споряджуючи символ бревісом.
- У транскрипції праслов'янської мови символ ŭ можуть використовувати замість символу ъ — для позначення особливого редукованого, надкороткого голосного.